# Ристола
Ристола́ (фр. и окс. Ristolas) — коммуна во Франции, находится в регионе Прованс — Альпы — Лазурный Берег. Департамент коммуны — Верхние Альпы. Входит в состав кантона Эгюий. Округ коммуны — Бриансон.
Код INSEE коммуны — 05120.

## Население
Население коммуны на 2008 год составляло 96 человек.
| 1962 | 1968 | 1975 | 1982 | 1990 | 1999 | 2008 |
| ---- | ---- | ---- | ---- | ---- | ---- | ---- |
| 49   | 50   | 68   | 52   | 72   | 78   | 96   |

## Экономика
В 2007 году среди 66 человек в трудоспособном возрасте (15—64 лет) 59 были экономически активными, 7 — неактивными (показатель активности — 89,4 %, в 1999 году было 89,8 %). Из 59 активных работали 58 человек (29 мужчин и 29 женщин), безработным был 1 мужчина. Среди 7 неактивных 4 человека были учениками или студентами, 1 — пенсионером, 2 были неактивными по другим причинам.

## Фотогалерея

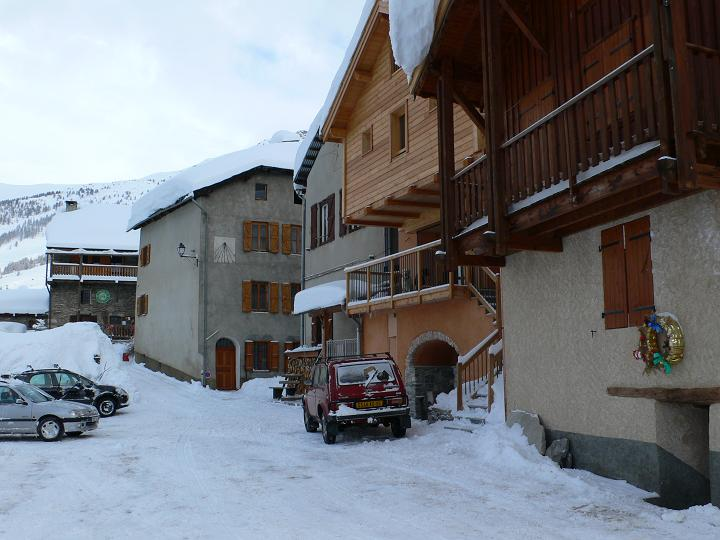
Ристола
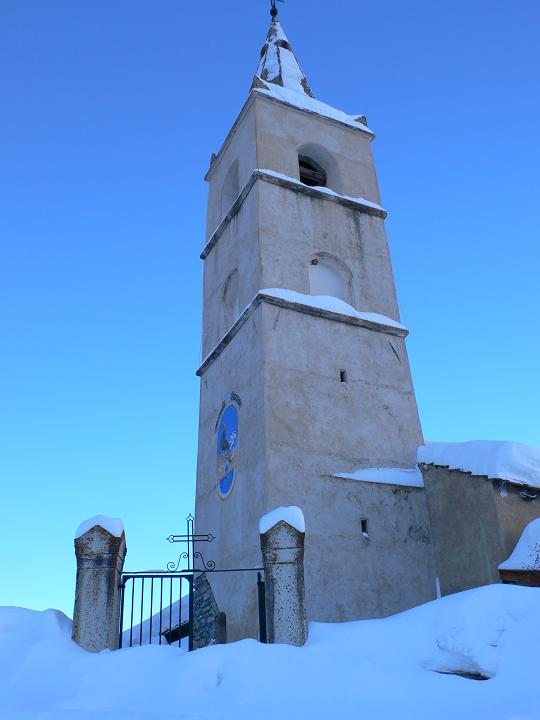
Церковь
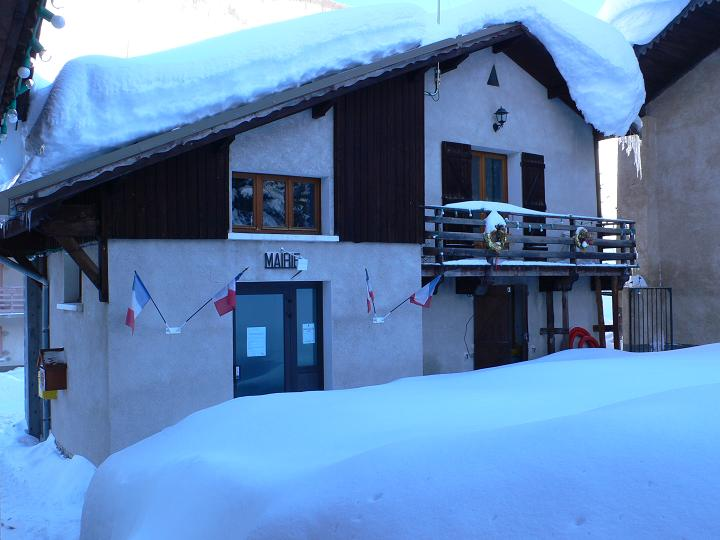
Мэрия
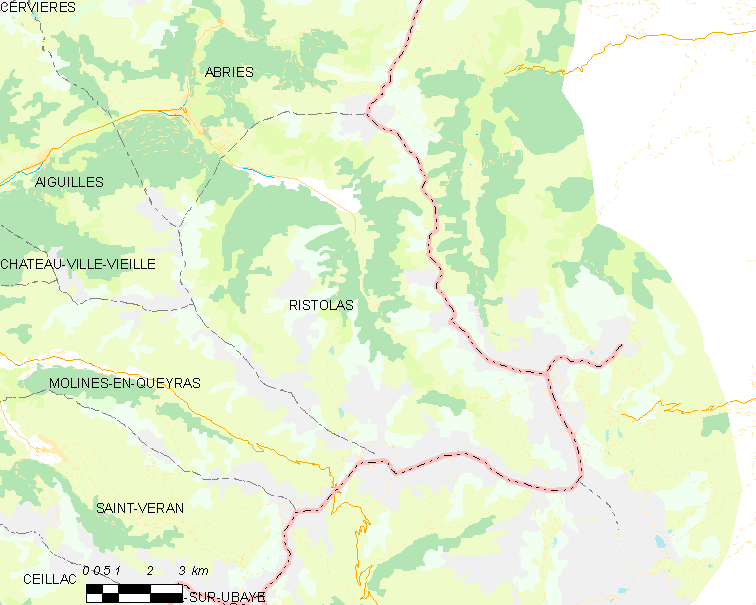
Карта коммуны